# روكي (فلم)
روكي (بالإنجليزية: Rocky) هو فيلم أمريكي من إنتاج ديسمبر 1976. قام بالدور الرئيسي فيه الممثل الأمريكي سيلفستر ستالون وأخرجه جون أفيلدسن.

## قصة الفيلم
عن الملاكم المغمور الذي يعمل في مصنع للحوم في ولاية فيلادلفيا بجانب عمله كمحصل للديون للمرابي جازو بجانب القليل من مباريات الملاكمة، ولا يفقد ميكي مدرب روكي الامل في موهبة تلميذه، وفي إحدى محلات الحيوانات الأليفة يقابل روكي أدريان الفتاة ا الكلام ويعجب بها وتنشأ بينهم صداقة ويتحمس بولي أخوها لهذه الصداقة وسرعان ما تتحول لقصة حب ويتغير كل شيء عندما يزور الولاية بطل الوزن الثقيل أبولو كريد ويرغب مدربه بأن يتحدى ملاكم نكرة على اللقب فيهزمه هزيمة نكراءو لكن تحدث المفاجأة عندما يرفض روكي الاستسلام، وتكون فرصة روكي للنجاح وتحقيق هدفه.

## الممثلون
- سيلفستر ستالون في دور روكي بالبوا
- تاليا شير في دور إيدريان بينّينو
- بيرت ينج في دور بولي بينّينو
- كارل ويذرز في دور أبولو كريد
- بيرجس ميرديث في دور ميكي جولدميل

## الجوائز
3 جوائز أوسكار 1977
1. أوسكار أحسن إخراج

### رشح
1. جائزة الأوسكار لأفضل ممثل
2. جائزة الأوسكار لأفضل ممثل مساعد
3. جائزة الأوسكار لأفضل ممثلة
4. جائزة الأوسكار لأفضل موسيقى تصويرية
5. جائزة الأوسكار لأفضل صوت
6. جائزة الأوسكار لأفضل تأليف

جوائز جولدن جلوب
لكن هناك احتمال لأخذ جوائز أخرى

## وصلات خارجية
- مقالات تستعمل روابط فنية بلا صلة مع ويكي بيانات
- موقع IMDB
- الموقع الرسمي نسخة محفوظة 12 يوليو 2007 على موقع واي باك مشين.

| سبقه وطار فوق عش المجانين | أوسكار - أفضل فيلم 1976 | تبعه آني هال |

لا توجد روابط لمواقع التواصل الاجتماعي.